# The Creepy EP
The Creepy EP é o segundo EP da banda Relient K, lançado a 28 de Agosto de 2001.
Neste disco contém duas faixas que seriam editadas no segundo álbum da banda, The Anatomy of the Tongue in Cheek, e quatro faixas exclusivas.

## Faixas
Todas as faixas por Matt Thiessen, exceto onde anotado.
1. "Pressing On" – 3:31
2. "Those Words Are Not Enough" (Matt Hoopes) – 4:49
3. "Operation" – 2:32
4. "Softer to Me" (Acústico) – 4:12
5. "Jefferson Aeroplane" (Demo) – 3:56
6. "Pressing On" (Back Porch Acoustic) – 6:59

## Créditos
- Matt Thiessen – Vocal, guitarra, piano
- Matt Hoopes – Guitarra, vocal de apoio
- Brian Pittman – Baixo
- Dave Douglas – Bateria, vocal de apoio